# Reesberg (Herford)
Der Reesberg (auch Kahle Berg) ist mit 148 m ü. NN der höchste Berg in Kirchlengern, Kreis Herford.
Der Reesberg liegt westlich der Werre im Ortsteil Südlengern. Am Reesberg befindet sich die Boden- und Bauschuttdeponie Am Reesberg sowie südöstlich das Gut Oberbehme und nordöstlich das Gut Steinlake.